# 여우비

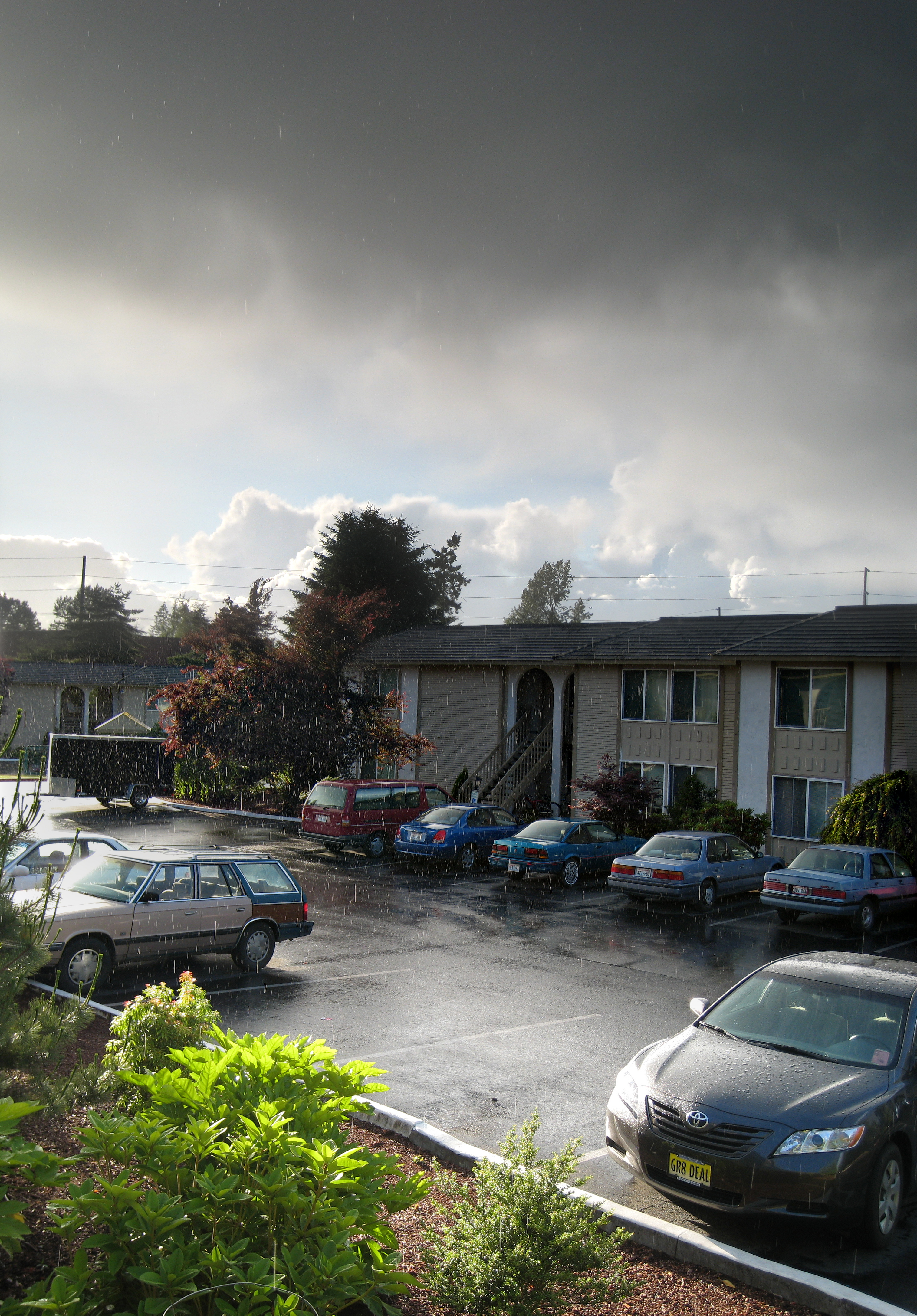
여우비

여우비는 햇빛이 있는 날에 잠깐 내리는 비이다.
옛 이야기에서는 여우를 사랑한 구름이 여우가 시집가자 너무 슬퍼 우는 비를 여우비라고 했다고 한다. 다른 지역에서는 구미호가 울기 때문이라고 하기도 한다. 지역에 따라서는 여우비가 내리는 것을 ‘호랑이 장가간다’고 말하기도 한다.
이 현상이 생기는 이유는 대기 높은 곳에서 강한 돌풍이 몰아치기 때문이다. 비구름은 멀리 떨어진 곳에 있으나 강한 바람으로 인해 빗방울이 구름이 끼지 않은 맑은 곳까지 오는 것이다.